# شهادت در مسیحیت

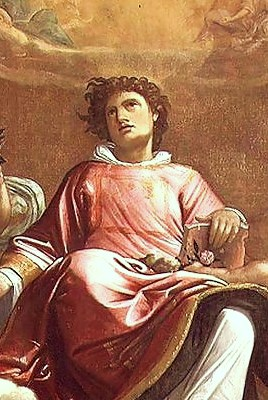
سنت استفان نخستین شهید مسیحی

در مسیحیت، شهید  کسی است که به خاطر پیروی از عیسی کشته شده باشد. در سال‌های اول پس از تأسیس کلیسا، این پدیده غالباً با سنگسار، چارمیخ، سوزاندن در آتش یا دیگر اشکال شکنجه و اعدام رخ می‌داد. منشأ لفظ martyr (شهید) از واژهٔ یونانی μάρτυς به معنای «شاهد» است.
در ابتدا این لفظ به حواریون اطلاق شد. وقتی آزار دینی مسیحیان شروع شد، این لفظ به آنهایی که به خاطر ایمانشان دچار سختی شدند اطلاق و نهایتاً، منحصر به کسانی شد که به خاطر ایمانشان کشته شده‌اند. دوره مسیحیت اولیه پیش از کنستانتین بزرگ «عصر شهدا» بود. مسیحیان ابتدایی شهدا را به عنوان شفاعت کنندگانی پرتوان تکریم می‌کردند و به گفته‌های آنان چون ملهم از روح‌القدس تلقی می‌شد، ارج نهاده می‌شد.